# Ricetta di donna
Ricetta di donna, pubblicato nel 1980, è il ventiduesimo album in studio della cantante italiana Ornella Vanoni.

## Il disco
Al disco collaborano Michele Zarrillo (che scrive con Totò Savio la musica della title track), Paolo Conte e Fabrizio De André che scrive il testo italiano del classico di Leonard Cohen Famous Blue Raincoat, che diventa in Italiano La famosa volpe azzurra.
Da segnalare inoltre la partecipazione dei New Trolls che collaborano nel brano "Il Telefono" nei cori.
Nel tour che seguirà viene installato sul palco un grande fantoccio/fantasma che, mentre Ornella canta, si muove quasi ad avvolgerla completamente.

## Tracce
1. Innamorarsi - 3:42 - (Giancarlo Bigazzi - Gianni Bella)
2. Ricetta di donna - 3:54 - (Ornella Vanoni - Paolo Amerigo Cassella - Sergio Bardotti - Totò Savio - Michele Zarrillo)
3. Amico mio, amore mio - 4:03 - (Corrado Castellari - Ornella Vanoni - Cristiano Malgioglio - Sergio Bardotti)
4. La famosa volpe azzurra (Famous blue raincoat) - 4:36 - (Fabrizio De André - Sergio Bardotti - Leonard Cohen)
5. Il telefono - 4:18 - (Mimmo Cavallo)
6. La donna d'inverno (con Sergio Bardotti) - 3:05 - (Paolo Conte)
7. Sole - 3:17 - (A.Ambrosino - R.Fiorillo)
8. Lucia - 3:24 - (Beppe Quirici - Lucio Fois)
9. Tre uomini (Teresinha) - 3:33 - (Sergio Bardotti - Chico Buarque de Hollanda)

## Formazione
- Ornella Vanoni – voce
- Massimo Luca – chitarra acustica, chitarra elettrica
- Loris Ceroni – basso
- Ellade Bandini – batteria
- Gilberto Martellieri – pianoforte, Fender Rhodes, clavinet
- Sergio Farina – chitarra elettrica
- Ottavio Corbellini – batteria
- Stefano Pulga – sintetizzatore
- Oscar Rocchi – pianoforte
- Mario Lamberti – percussioni
- Gaetano Leandro – sintetizzatore
- Ricky Belloni – chitarra
- Bruno De Filippi – armonica
- Hugo Heredia – sassofono tenore, sax alto
- 4 + 4 di Nora Orlandi – cori